# Домрачева Дар'я Володимирівна
Да́р'я Володи́мирівна До́мрачева  (біл. Дар'я Уладзіміраўна Домрачава, Darja Ŭładzimiraŭna Domračava; нар. 3 серпня 1986, Мінськ, БРСР, СРСР) — білоруська біатлоністка, триразова олімпійська чемпіонка Зимових Олімпійських ігор 2014, олімпійська чемпіонка Зимових Олімпійських ігор 2018, срібна призерка Зимових Олімпійських ігор 2018, бронзова призерка Зимових Олімпійських ігор 2010, дворазова чемпіонка світу з біатлону. Герой Білорусі (2014).
На 2018 рік Домрачева стала найбільш титулованою біатлоністкою в історії Олімпійських ігор, маючи у своєму активі 4 золоті олімпійські медалі. У 2018 році Дар'я Домрачева завершила свою кар'єру біатлоністки.

## Біографія
Народилася в Мінську в родині архітекторів. У 4-річному віці перебралася з батьками до Сибіру, в місто Нягань. Ще в школі почала займатися лижним спортом. В біатлоні з 1999 року. По закінченні гімназії поступила до Няганського філіалу Тюменського університету. Незважаючи на успіхи в юнацьких змаганнях в Росії, завжди хотіла повернутися до Білорусі. Отримавши запрошення від головного тренера збірної Білорусі Захарова, переїхала до Мінська. В дорослому біатлоні виступає з 2005 року.
Станом на лютий 2010 року в Домрачевої було 4 подіуми на етапах Кубка світу. На Олімпіаді у Ванкувері вона зуміла вибороти бронзову медаль в індивідуальній гонці на 15 км.
Широкому загалу любителів біатлону Дар'я запам'яталася не тільки успішними виступами, а й дивними помилками при стрільбі — на одному з етапів Кубка світу вона була дискваліфікована за стрільбу з положення стоячи тоді, коли треба було стріляти лежачи, на іншому вона влучно розстріляла чужу мішень.
Свою першу перемогу на етапах Кубку світу Домрачева здобула в Контіолахті в березні 2010 року в спринті. В наступній гонці переслідування вона змогла відстояти своє перше місце.
У сезоні 2011—2012 Дар'я виграла золоту медаль на чемпіонату світу в гонці переслідування, сріблу медаль у спринті. У загальному заліку кубка світу вона зайняла друге місце, поступившись тільки Магдалені Нойнер, але отримала два малих кришталевих глобуси — в переслідуванні й масстарті.
На Олімпіаді в Сочі 2014 року здобула три золоті медалі.
На Зимових Олімпійських іграх в Пхьончхані 2018 року Дар'я була лідеркою білоруської жіночої збірної по біатлону під час естафети та допомогла своїй команді посісти перше місце. У індивідуальному заліку вона виграла срібло у масстарті.
Свою спортивну кар'єру Дар'я Домрачева завершила 2018 року.

## Особисте життя
5 квітня 2016 року стало відомо, що Домрачева вагітна від норвезького біатлоніста Уле-Ейнара Б'єрндалена.
16 липня 2016 року пара одружилася. 1 жовтня 2016 року в Мінську в подружжя народилася дівчинка, яку батьки назвали — Ксенія.

## Нагороди
Лауреатка Спеціальної премії Президента Республіки Білорусь «Білоруський спортивний Олімп» 2012 року.
17 лютого 2014 року отримала звання Герой Білорусі.
У 2018 році її нагородили орденом «За особисту мужність».

#### Інші нагороди
- Орден Вітчизни III ступеня (2010);
- «Заслужений майстер спорту Республіки Білорусь» (2010)
- Лауреатка премії «Білоруський спортивний Олімп» (2012)